# Álvaro Bautista
Álvaro Bautista Arce (ur. 21 listopada 1984 r. w Talavera de la Reina) – hiszpański motocyklista 250 cm³ w teamie Master Mapfre Aspar. Mistrz świata z 125 cm³ z 2006 r. z dorobkiem 338 punktów: 8 zwycięstw, 14 miejsc na podium. W 2007 r. zajął 4. miejsce w 250 cm³ ze 181 punktami: 2 zwycięstwa, 7 miejsc na podium. W 2008 został wicemistrzem w klasie 250 cm³ z 4 zwycięstwami, 11 miejscami na podium i 5 pole position.

## Kariera
Zaczął jeździć mając 3 lata. W 1994 zadebiutował w minimistrzostwach Madrytu, w których był wicemistrzem. Później wywalczył 2 mistrzostwa w tej serii. W 1997 rozpoczął jazdę w Aprilia Cup 50 cm³. W 1998 w Aprilia Cup został sklasyfikowany na 3 miejscu za Jorge Lorenzo i Joanem Olive.
W 125 cm³ zadebiutował w 2002, w tym samym roku zdobywając także wicemistrzostwo Hiszpanii w klasie 125 (CEV). W 2003 zdobył mistrzostwo Hiszpanii. 2004 to jego pierwszy pełny sezon w klasie 125 cm³ w zespole Seedorf Racing (Aprillia), a także pierwsze podium i najszybsze okrążenie wyścigu na torze Donington Park. W następnym sezonie, w którym zespół zmienił Aprilię na Hondę wyniki były już gorsze. W 2006 podpisał kontrakt z zespołem Aspar Aprillia, z którym zdobył mistrzostwo z dorobkiem 8 zwycięstw i 338 punktów.
W 2007 przeniósł się do klasy 250, nadal współpracując z Teamem Aspar. Swoje pierwsze zwycięstwo odniósł na torze Mugello podczas GP Włoch, startując do wyścigu z pierwszego w tej klasie pole position. Drugie zwycięstwo w sezonie odniósł na torze Estoril w Portugalii. Po złym starcie z 6 pozycji [12. miejsce po 1 okrążeniu] wywalczył sobie drogę do łatwego zwycięstwa z przewagą 4.367 sekundy. W klasyfikacji generalnej zajął 4. miejsce zdobywając także nagrodę Rookie of the Year. W następnym sezonie w Aprilia RSA 250 z powodu licznych awarii nie zdobył mistrzostwa, przegrywając w klasyfikacji z Marco Simoncellim.
W  sezonie 2009, po dość słabym wyścigu w Losail, gdzie zajął 7. miejsce, zwyciężył dwukrotnie: w Japonii na torze Motegi Twin Ring i w Katalonii. Liczne problemy z motocyklem i błędy w końcówce sezonu, w tym najbardziej kosztowna awaria skrzyni biegów na torze Estoril przekreśliły jego szanse na mistrzostwo. Mistrzostwo ostatecznie wywalczył Hiroshi Aoyama na Hondzie, sprawiając tym sporą niespodziankę.
Od sezonu 2010 Álvaro Bautista jeździł w klasie MotoGP z teamem Rizla Suzuki. Piąte miejsce w Barcelonie i Malezji to jego najlepsze wyniki sezonu, który ukończył na 13 miejscu. 2011 rozpoczął bardzo pechowo, łamiąc kość udową po wypadku w zakręcie nr 15 na torze Losail. Bautista często rywalizował o podium, jednak miał tendencję do popełniania głupich błędów, które prawie zawsze kończyły się wypadkami i wycofaniem z wyścigu, dlatego też nie poprawił swojego wyniku z 2010, czyli 13 miejsca.
Po śmierci Marco Simoncellego i wycofaniu się z mistrzostw zespołu Suzuki, Bautista otrzymał szansę od Gresini Racing, dołączył on tam do Japończyka, Hiroshi Aoyamy. Hiszpan po raz pierwszy w MotoGP zdobył pole position, stało się to w Wielkiej Brytanii i torze Silverstone, jednakże wyścig nie potoczył się po jego myśli i wypadł poza pierwszą trójkę (4. miejsce, najwyższe w królewskiej klasie).
Były też gorsze momenty, jak wtedy, gdy próbował odrobić straty po słabych kwalifikacjach na torze Assen, storpedował wtedy Jorge Lorenzo przy wejściu do pierwszej szykany, który stracił prowadzenie w mistrzostwach, Bautistę natomiast ukarano, po proteście Yamahy, cofnięciem na ostatnie pole startowe w następnym wyścigu. #19 doczekał się swojego pierwszego podium w Misano, a pod sam koniec roku kolejnego, w Japonii, stoczył tam wspaniały bój z Calem Crutchlowem, któremu zabrakło paliwa na jedno okrążenie przed metą.
W 2013 wciąż prezentował bardzo stabilną formę, co prawda nie gościł na podium w jakimkolwiek wyścigu, ale nie licząc dwóch zerowych dorobków z Włoch i Hiszpanii to nie schodził poniżej 8 miejsca. Natomiast w trzecim sezonie jazdy w Hondzie, hiszpański motocyklista miał pechowe pierwsze trzy wyścigi, których nie ukończył, co praktycznie pozbawiło go walki o czołowe lokaty, później zajmował miejsca w czołowej dziesiątce wyścigów, co dało mu 11 lokatę.
Nowy sezon rozpoczął w nowym teamie u boku Włocha Marco Melandriego – Team Gresini na motocyklu Aprilia. W przeciągu całego sezonu Hiszpan zebrał 31 punktów, co pozwoliło mu zająć 16. miejsce w klasyfikacji generalnej.

## Statystyki

### Sezony
| Sezon | Klasa   | Motocykl | Wyścigi | Zwycięstwa | Podia | PP | Najsz. okr. | Pkt. | Miejsce |
| ----- | ------- | -------- | ------- | ---------- | ----- | -- | ----------- | ---- | ------- |
| 2002  | 125 cm³ | Aprilia  | 3       | 0          | 0     | 0  | 0           | 0    | NC      |
| 2003  | 125 cm³ | Aprilia  | 16      | 0          | 0     | 0  | 0           | 31   | 20      |
| 2004  | 125 cm³ | Aprilia  | 16      | 0          | 4     | 0  | 1           | 129  | 7       |
| 2005  | 125 cm³ | Honda    | 16      | 0          | 0     | 0  | 1           | 47   | 15      |
| 2006  | 125 cm³ | Aprilia  | 16      | 8          | 14    | 8  | 7           | 338  | 1       |
| 2007  | 250 cm³ | Aprilia  | 17      | 2          | 7     | 1  | 1           | 181  | 4       |
| 2008  | 250 cm³ | Aprilia  | 16      | 4          | 11    | 5  | 7           | 244  | 2       |
| 2009  | 250 cm³ | Aprilia  | 16      | 2          | 10    | 3  | 4           | 218  | 4       |
| 2010  | MotoGP  | Suzuki   | 17      | 0          | 0     | 0  | 0           | 85   | 13      |
| 2011  | MotoGP  | Suzuki   | 15      | 0          | 0     | 0  | 0           | 67   | 13      |
| 2012  | MotoGP  | Honda    | 18      | 0          | 2     | 1  | 0           | 178  | 5       |
| 2013  | MotoGP  | Honda    | 18      | 0          | 0     | 0  | 0           | 171  | 6       |
| 2014  | MotoGP  | Honda    | 18      | 0          | 1     | 0  | 1           | 89   | 11      |
| 2015  | MotoGP  | Aprilia  | 18      | 0          | 0     | 0  | 0           | 31   | 16      |
| 2016  | MotoGP  | Aprilia  | 5       | 0          | 0     | 0  | 0           | 21*  | 13*     |
| Razem |         |          | 225     | 16         | 49    | 18 | 22          | 1830 |         |

* – sezon w trakcie

### Klasy wyścigowe
| Klasa   | Sezony    | Pierwszy wyścig | Pierwsze podium      | Pierwsza wygrana | Wyścigi | Zwycięstwa | Podium | PP | Najsz. okr. | Pkt. | WCh |
| ------- | --------- | --------------- | -------------------- | ---------------- | ------- | ---------- | ------ | -- | ----------- | ---- | --- |
| 125 cm³ | 2002–2006 | Hiszpania 2002  | Wielka Brytania 2004 | Hiszpania 2006   | 67      | 8          | 18     | 8  | 9           | 545  | 1   |
| 250 cm³ | 2007–2009 | Katar 2007      | Hiszpania 2007       | Włochy 2007      | 49      | 8          | 28     | 9  | 12          | 643  | 0   |
| MotoGP  | 2010–     | Katar 2010      | San Marino 2012      |                  | 109     | 0          | 3      | 1  | 1           | 642  | 0   |
| Razem   | 2002 –    |                 |                      |                  | 225     | 16         | 49     | 18 | 22          | 1830 | 1   |

### Starty
| Sezon | Klasa   | Motocykl | 1       | 2      | 3       | 4      | 5      | 6      | 7      | 8      | 9      | 10     | 11     | 12     | 13     | 14     | 15     | 16     | 17     | 18     | Poz. | Pkt. |
| ----- | ------- | -------- | ------- | ------ | ------- | ------ | ------ | ------ | ------ | ------ | ------ | ------ | ------ | ------ | ------ | ------ | ------ | ------ | ------ | ------ | ---- | ---- |
| 2002  | 125 cm³ | Aprilia  | JPN     | RSA    | SPA 25  | FRA    | ITA    | CAT NU |        | NED    | GBR    | GER    | CZE    | POR    | BRA    | PAC    | MAL    | AUS    | VAL 23 |        | NS   | 0    |
| 2003  | 125 cm³ | Aprilia  | JPN 18  | RSA 25 | SPA 17  | FRA NU | ITA 28 | CAT 28 | NED NU | GBR 14 | GER NU | CZE 16 | POR 15 | BRA 16 | PAC 12 | MAL 15 | AUS 4  | VAL 6  |        |        | 20   | 31   |
| 2004  | 125 cm³ | Aprilia  | RSA 9   | SPA NU | FRA 9   | ITA NU | CAT 6  | NED 16 | BRA 9  | GER 7  | GBR 2  | CZE 13 | POR 5  | JPN NU | QAT 3  | MAL 3  | AUS 9  | VAL 3  |        |        | 7    | 129  |
| 2005  | 125 cm³ | Honda    | SPA NU  | POR 7  | CHN 17  | FRA NU | ITA 12 | CAT 14 | NED 4  | GBR NU | GER NU | CZE 12 | JPN 9  | MAL 26 | QAT 22 | AUS 16 | TUR 12 | VAL 12 |        |        | 15   | 47   |
| 2006  | 125 cm³ | Aprilia  | SPA 1   | QAT 1  | TUR 2   | CHN 3  | FRA 4  | ITA 2  | CAT 1  | NED 3  | GBR 1  | GER 2  | CZE 1  | MAL 1  | AUS 1  | JPN 2  | POR 1  | VAL 4  |        |        | 1    | 338  |
| 2007  | 250 cm³ | Aprilia  | QAT NU  | SPA 2  | TUR 3   | CHN 2  | FRA 8  | ITA 1  | CAT 5  | GBR NU | NED 3  | GER 17 | CZE 5  | RSM 8  | POR 1  | JPN 15 | AUS 2  | MAL NU | VAL NU |        | 4    | 181  |
| 2008  | 250 cm³ | Aprilia  | QAT 6   | SPA NU | POR 1   | CHN 12 | FRA 14 | ITA NU | CAT 2  | GBR 3  | NED 1  | GER 3  | CZE 2  | RSM 1  | IND C  | JPN 2  | AUS 2  | MAL 1  | VAL 3  |        | 2    | 244  |
| 2009  | 250 cm³ | Aprilia  | QAT 7   | JPN 1  | SPA 2   | FRA 4  | ITA 3  | CAT 1  | NED NU | GER 3  | GBR 2  | CZE 3  | IND 3  | RSM 3  | POR NU | AUS 10 | MAL NU | VAL 2  |        |        | 4    | 218  |
| 2010  | MotoGP  | Suzuki   | QAT NU  | SPA 10 | FRA DNS | ITA 14 | GBR 12 | NED 14 | CAT 5  | GER NU | USA NU | CZE NU | IND 8  | RSM 8  | ARA 8  | JPN 7  | MAL 5  | AUS 12 | POR 11 | VAL 9  | 13   | 85   |
| 2011  | MotoGP  | Suzuki   | QAT DNS | SPA    | POR 13  | FRA 12 | CAT 12 | GBR 5  | NED 11 | ITA 13 | GER 7  | USA NU | CZE NU | IND 6  | RSM 8  | ARA 6  | JPN NU | AUS NU | MAL C  | VAL NU | 13   | 67   |
| 2012  | MotoGP  | Honda    | QAT 7   | SPA 6  | POR 6   | FRA 10 | CAT 6  | GBR 4  | NED NU | GER 7  | ITA 10 | USA 8  | IND 5  | CZE 6  | RSM 3  | ARA 6  | JPN 3  | MAL 6  | AUS 5  | VAL 4  | 5    | 178  |
| 2013  | MotoGP  | Honda    | QAT 6   | AME 8  | SPA 6   | FRA 6  | ITA NU | CAT NU | NED 7  | GER 5  | USA 4  | IND 6  | CZE 5  | GBR 5  | RSM 7  | ARA 4  | MAL 5  | AUS 5  | JPN 4  | VAL 5  | 6    | 171  |
| 2014  | MotoGP  | Honda    | QAT NU  | AME NU | ARG NU  | SPA 6  | FRA 3  | ITA 8  | CAT NU | NED 7  | GER 9  | IND NU | CZE 10 | GBR NU | RSM 8  | ARA 7  | JPN 10 | AUS 6  | MAL NU | VAL 16 | 11   | 89   |
| 2015  | MotoGP  | Aprilia  | QAT NU  | AME 15 | ARG 19  | SPA 15 | FRA 15 | ITA 14 | CAT 10 | NED 17 | GER 14 | IND 18 | CZE 13 | GBR 10 | RSM 15 | ARA 13 | JPN 16 | AUS 14 | MAL 15 | VAL 14 | 16   | 31   |
| 2016  | MotoGP  | Aprilia  | QAT 13  | ARG 10 | AME 11  | ESP NU | FRA 9  | ITA    | CAT    | NED    | GER    | AUT    | CZE    | GBR    | SMR    | ARA    | JPN    | MAL    | AUS    | VAL    | 13*  | 21*  |

* – sezon w trakcie